# Eunausibius salutaris
Eunausibius salutaris es una especie de coleóptero de la familia Silvanidae.

## Distribución geográfica
Habita en Brasil.